# 男性学刊
《男性学刊》（The Journal of Men's Studies）是一份1992年起出版的美國男性研究學術期刊，由男性研究出版社（Men's Studies Press）出版，現任主編是薩克其萬大學心理學教授詹姆斯·道爾（James A. Doyle）。

## 外部連結
- 《男性研究期刊》在出版社官網的介紹 （英文）